# 伊萨耶夫环形山
伊萨耶夫环形山（Isaev）是月球背面一座古老的大撞击坑，位于巨大的加加林环形山内西北部，其西北侧外壁附靠在加加林环形山的内壁上。该环形山约形成于酒海纪代，其名称取自苏联火箭工程师阿列克谢·米哈伊洛维奇·伊萨耶夫(（Aleksei Mihailovich Isaev，1908年-1971年），1976年被国际天文学联合会正式批准接受。

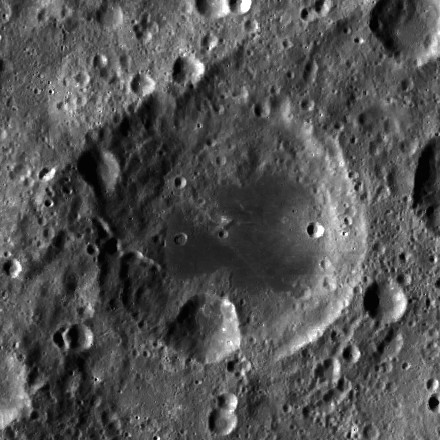
月球勘测轨道器拍摄的伊萨耶夫环形山

## 描述
该陨坑西侧毗邻丹宁陨石坑；西北偏北坐落着马可尼环形山；拜耶林克环形山位于它的东北；东侧则靠近格雷夫陨石坑，伊萨耶夫环形山的东南为科斯贝克陨石坑，西南分别矗立着安德罗诺夫陨石坑、列维-齐维塔环形山和皮尔凯环形山。该环形山的中心月面坐标为17°30′S 147°30′E / 17.5°S 147.5°E，直径94.1公里，深度2.8公里。
伊萨耶夫环形山外观呈圆形，西侧壁因相邻陨坑的撞击而略有变形。虽然它较加加林环形山年轻，但也已受到侵蚀和磨损，陨坑内外侧壁上布满了众多的小撞击坑，其中：南侧内壁上坐落着卫星坑伊萨耶夫 N，而西侧内壁上凿刻有一串小链坑。环形山坑壁平均高出周边地形1420米，内部容积约7778立方千米。碗状的坑底较为平坦，大部分区域被较低反照率的玄武质熔岩所覆盖，这种地表并非月球背面的典型特征，月背的地层厚度远高于其正面。坑底东部坐落着一座醒目的小陨坑。

## 卫星陨石坑
按惯例，最靠近伊萨耶夫环形山的卫星坑在月图上以字母标注在该坑中心点的旁边。

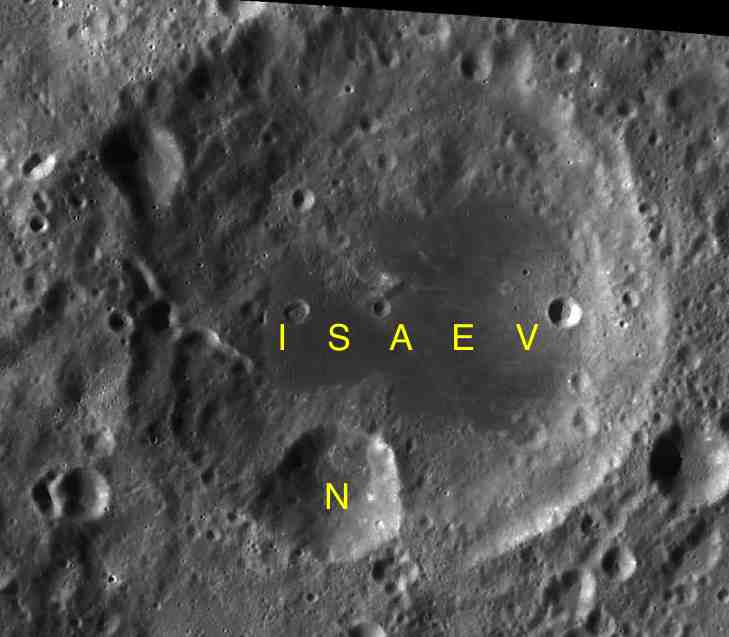
LAC-102 月图

| 伊萨耶夫 | 纬度    | 经度     | 直径    |
| -------- | ------- | -------- | ------- |
| N        | 18.7° S | 147.3° E | 24 公里 |

## 另请参阅
- Andersson, L. E.; Whitaker, E. A. . NASA RP-1097. 1982.
- Blue, Jennifer. . USGS. July 25, 2007  [2007-08-05]. （原始内容存档于2012-04-08）.
- Bussey, B.; Spudis, P. . New York: Cambridge University Press. 2004. ISBN 978-0-521-81528-4.
- Cocks, Elijah E.; Cocks, Josiah C. . Tudor Publishers. 1995. ISBN 978-0-936389-27-1.
- McDowell, Jonathan. . Jonathan's Space Report. July 15, 2007  [2007-10-24]. （原始内容存档于2012-05-26）.
- Menzel, D. H.; Minnaert, M.; Levin, B.; Dollfus, A.; Bell, B. . Space Science Reviews. 1971, 12 (2): 136–186. Bibcode:1971SSRv...12..136M. doi:10.1007/BF00171763.
- Moore, Patrick. . Sterling Publishing Co. 2001. ISBN 978-0-304-35469-6.
- Price, Fred W. . Cambridge University Press. 1988. ISBN 978-0-521-33500-3.
- Rükl, Antonín. . Kalmbach Books. 1990. ISBN 978-0-913135-17-4.
- Webb, Rev. T. W.  6th revised. Dover. 1962. ISBN 978-0-486-20917-3.
- Whitaker, Ewen A. . Cambridge University Press. 1999. ISBN 978-0-521-62248-6.
- Wlasuk, Peter T. . Springer. 2000. ISBN 978-1-85233-193-1.